# Jan van Galenstraat (Amsterdam)
De Jan van Galenstraat is een straat in de Amsterdamse stadsdelen West en Nieuw-West. De straat kreeg zijn naam in 1925. Het is een vernoeming naar de Nederlandse vlootvoogd Jan van Galen (1604-1653) die sneuvelde in de slag bij Livorno tegen de Engelsen.

## Traject
De straat ligt in het verlengde van de Tweede Hugo de Grootstraat en begint bij de Beltbrug. De volgende brug is de Jan van Galenbrug over het Westelijk Marktkanaal uit 1936. Tot 1932 eindigde de straat bij de Admiralengracht. In 1935 werd de straat voorbij de Vierwindstrekenbrug (uit 1932) doorgetrokken tot de Hoofdweg. De straat loopt door de voormalige stadsdelen Westerpark, De Baarsjes en Bos en Lommer. Tussen de Willem de Zwijgerlaan en de Ringspoorbaan vormde deze straat de stadsdeelgrens tussen De Baarsjes en Bos en Lommer. Sinds 2010 ligt de straat hier in stadsdeel West.
In 1956 werd de straat verlengd vanaf de Orteliuskade tot aan de dijk van de Ringspoorbaan. In 1969 werd de straat bij de kruising met de Einsteinweg (Ringweg-West) verhoogd en kruist met een viaduct met op- en afritten, in gebruik genomen in 1969 in noordelijke richting en in 1972 in zuidelijke richting.
Het laatste stuk ligt op de grens van West en Nieuw-West. In het verlengde ligt de Burgemeester Röellstraat. Hier is sinds 1997 ook het metrostation Jan van Galenstraat. Tussen de Jan Tooropstraat en het metrostation rijdt sinds 1989 tramlijn 13 door de straat.

## Bebouwing en kunst
Langs de Jan van Galenstraat bevinden zich het Food Center Amsterdam (de voormalige Centrale Markthallen), het voormalige Theater Marcanti (gesloopt in 2023), het Jan van Galenplantsoen, het Erasmuspark, het (voormalige) Sportpark Jan van Galenstraat en Sportplaza Mercator.
Er staat een aantal kunstobjecten langs de Jan van Galenstraat. Het Meetstation Jan van Galenstraat, Amsterdam is rondom voorzien van tegelwerk.

## Fotogalerij

Kruising met de Hoofdweg in 1927, duidelijk zichtbaar is het einde van de toenmalige stadsbebouwing.
Jan van Galenstraat tussen de Willem de Zwijgerlaan en Admiraal de Ruijterweg in 1934.
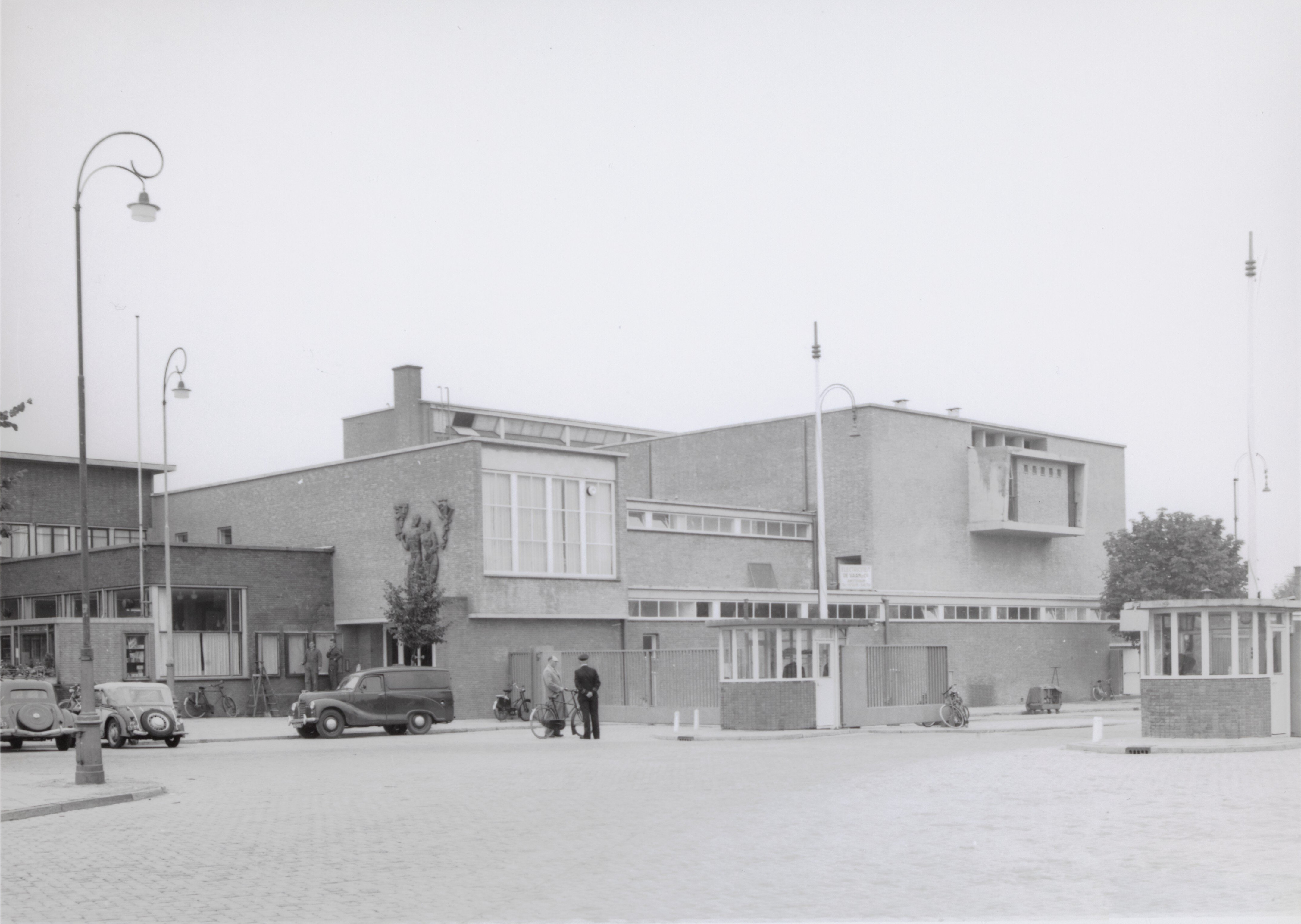
Theater Marcanti in 1956.
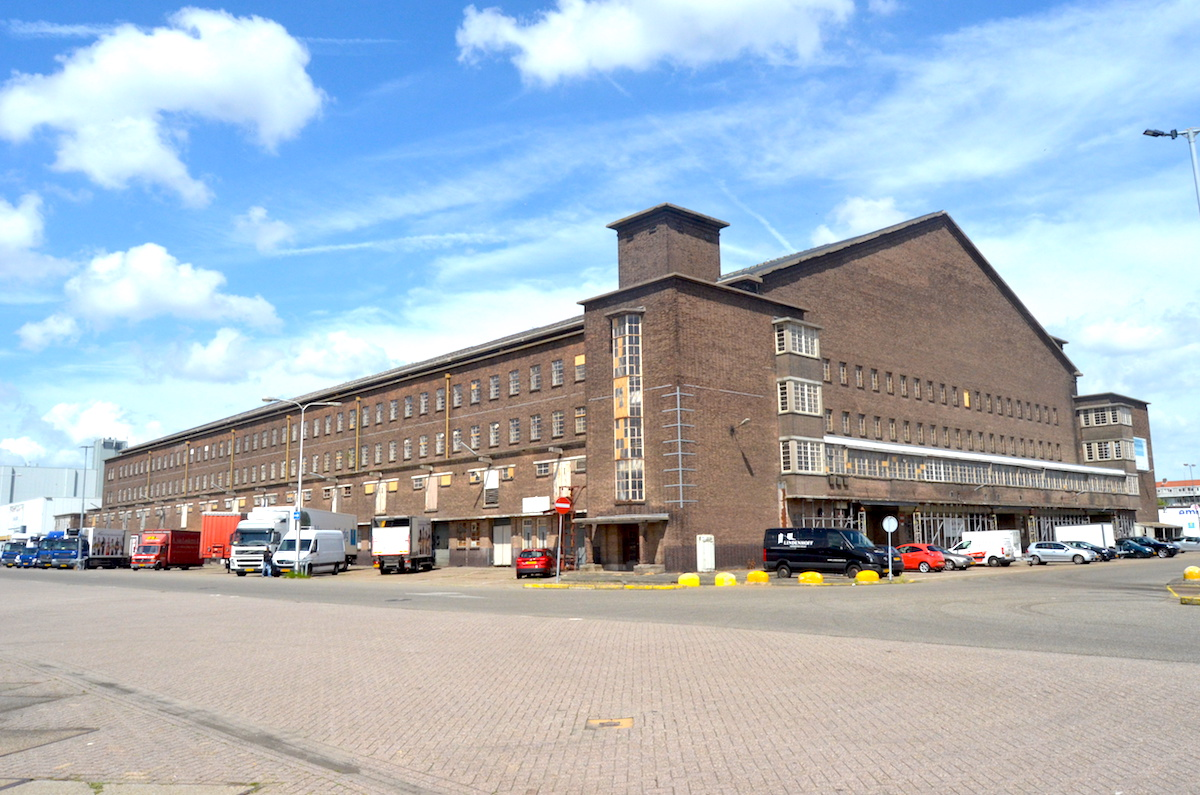
De Centrale Markthal aan de Jan van Galenstraat in 2019.
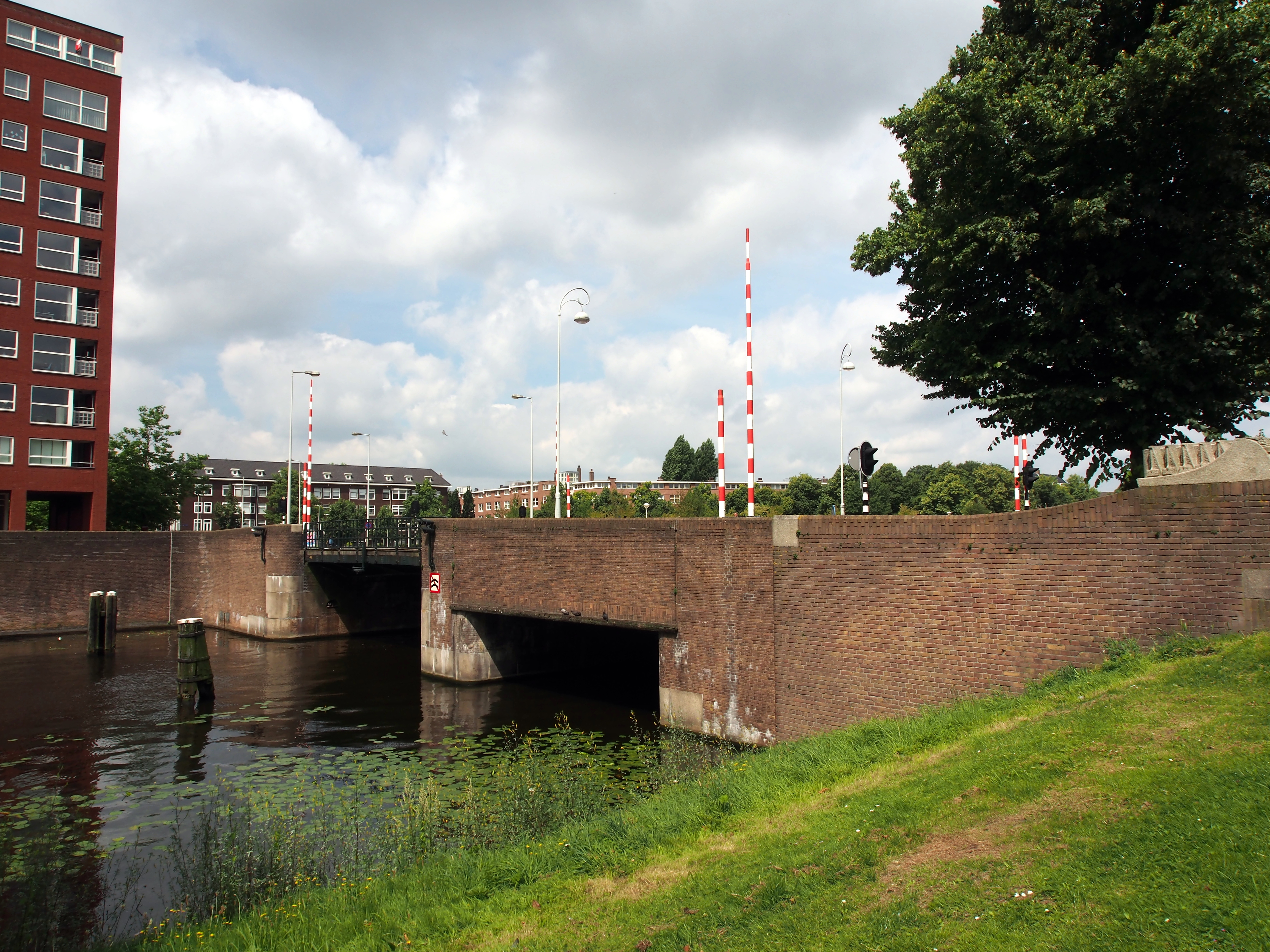
De Jan van Galenbrug over het Westelijk Marktkanaal in 2016.
De straat nog op maaiveldniveau met klinkerbestrating in 1968, maar zandlichaam voor de verhoging met de kruising van de Einsteinweg (Ringweg-West) is in aanleg.
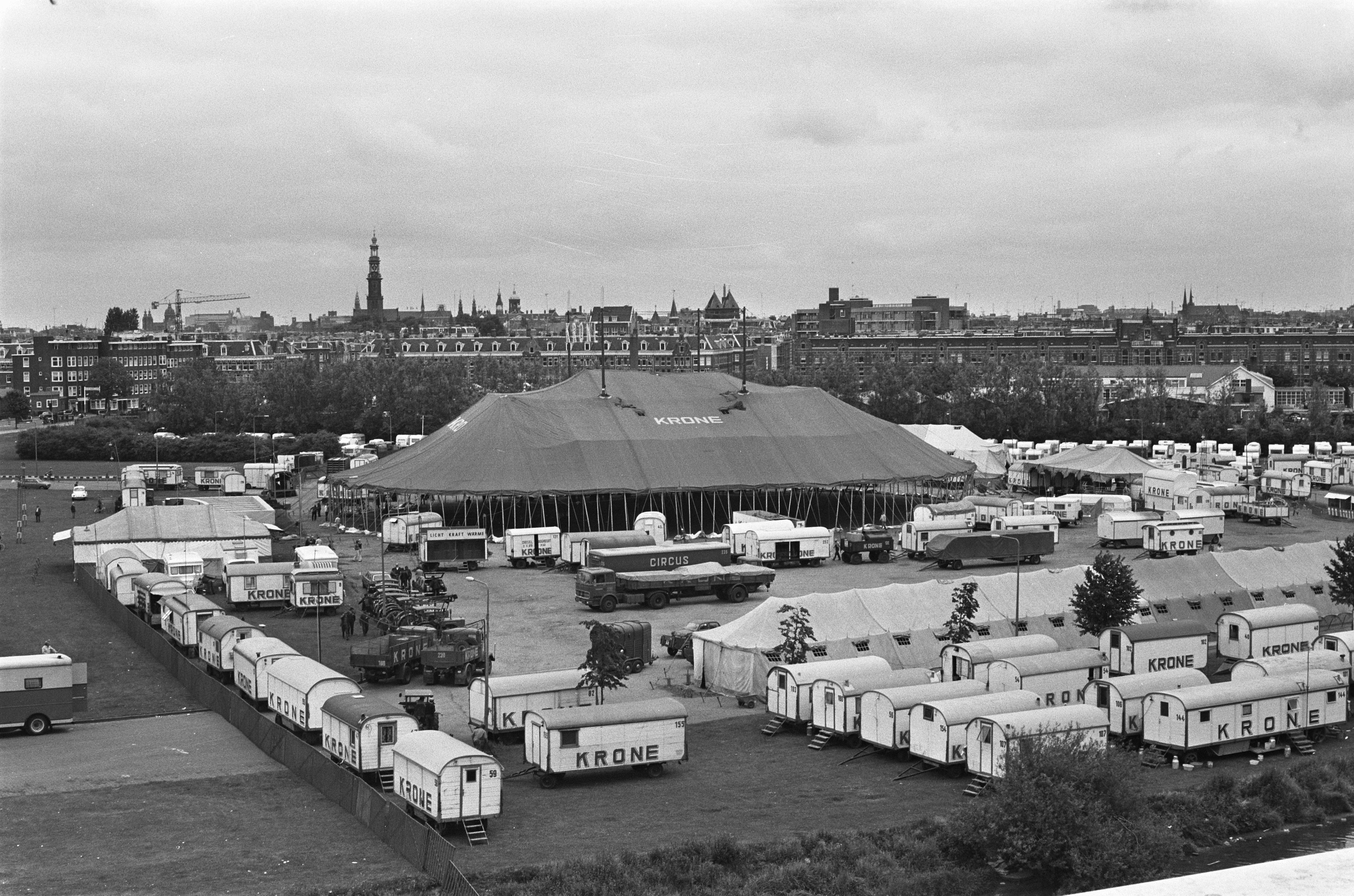
Tent van Circus Krone aan de Jan van Galenstraat in 1975.
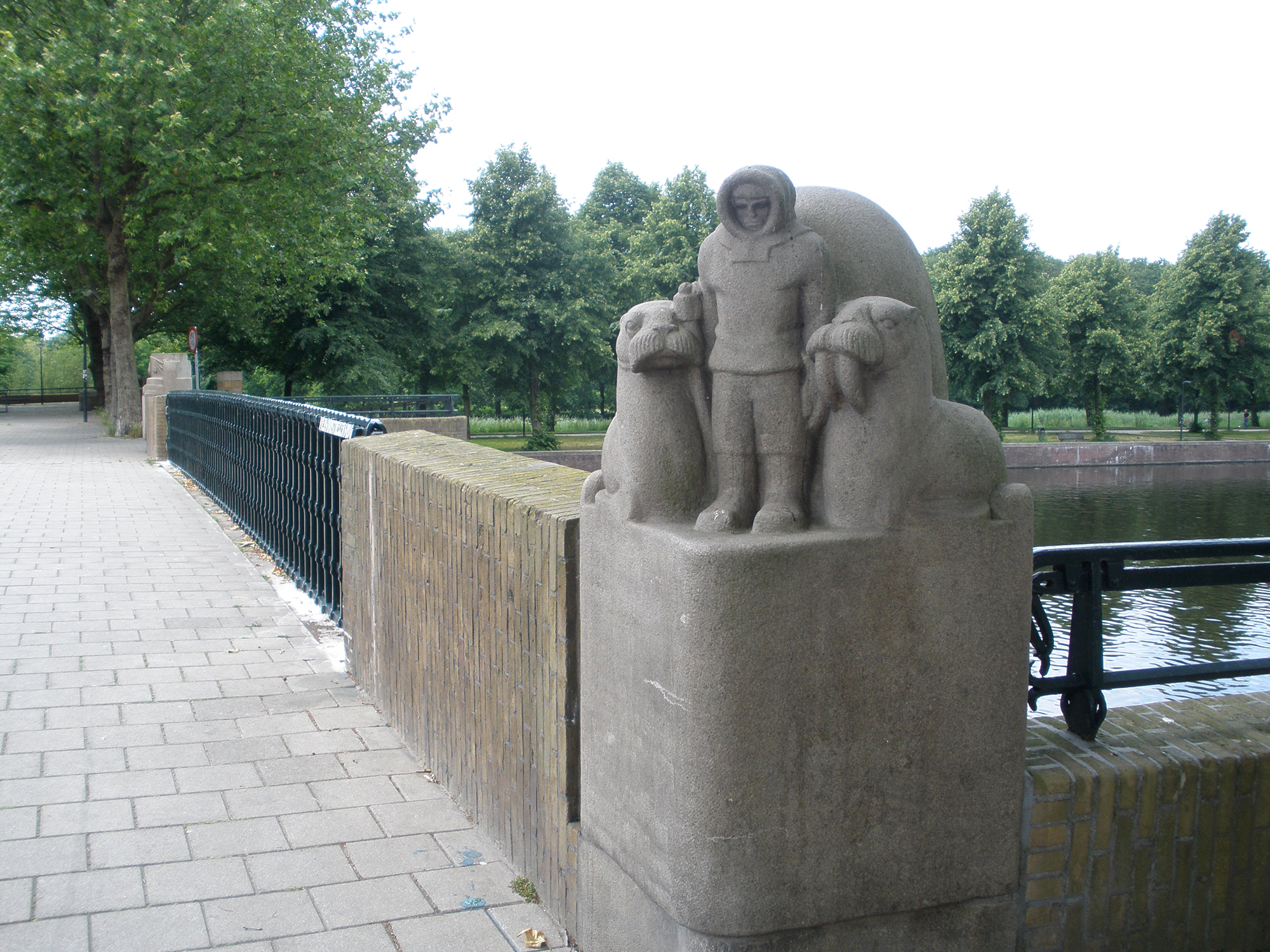
De Vierwindstrekenbrug (met beelden van Hildo Krop) over de Admiralengracht maakt deel uit van de Jan van Galenstraat. Op de achtergrond het Erasmuspark
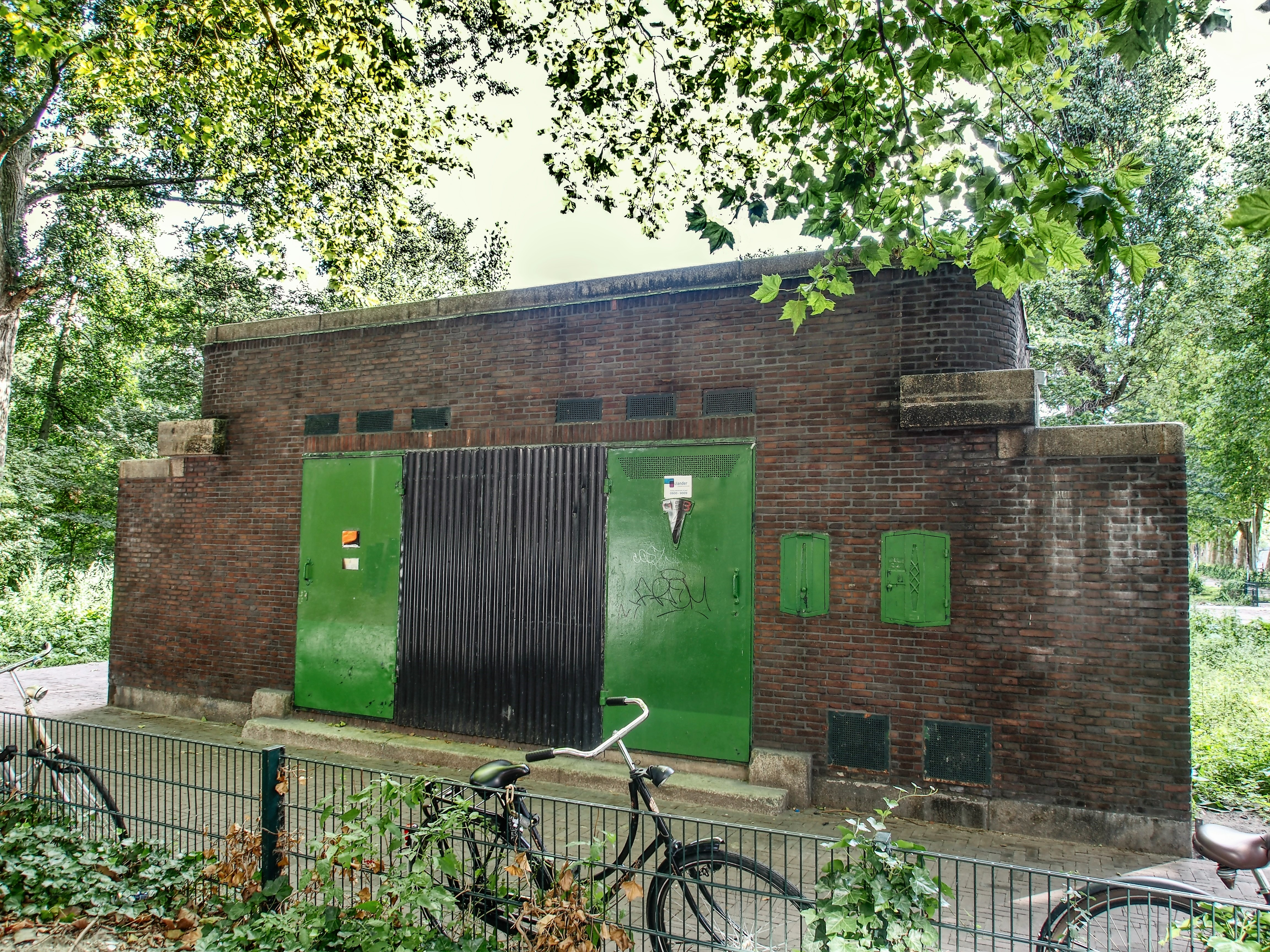
Gemaal Mercatorstraat in de stijl van de Amsterdamse School bij de kruising Mercatorstraat.
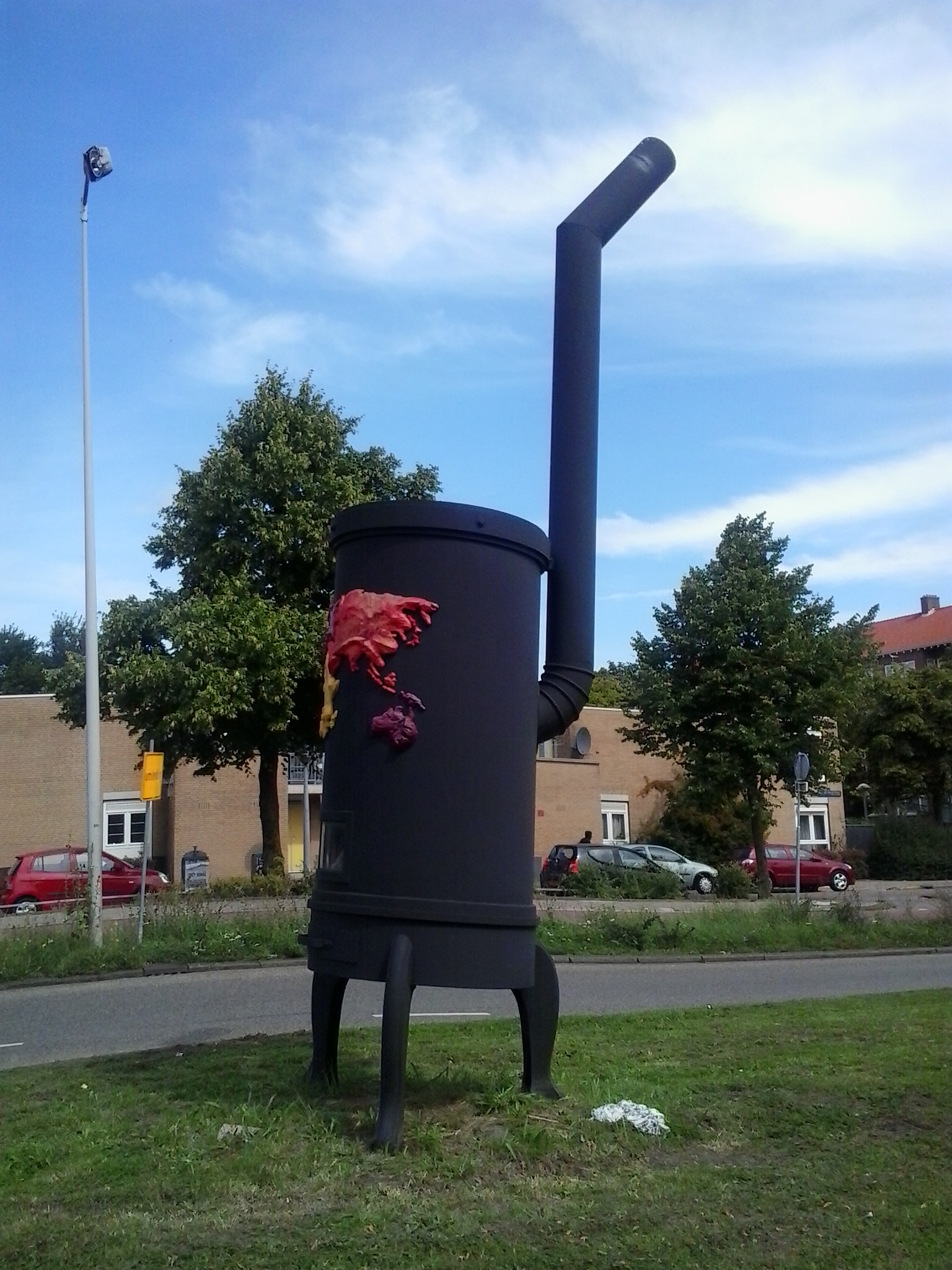
De potkachel uit 2010 nabij de oprit naar de Ringweg-West.